# Ruine Dübelstein
Die Ruine Dübelstein ist die Ruine einer Talhangburg in der Nähe der Stadt Dübendorf im Schweizer Kanton Zürich am Nordhang des Adlisbergs auf 506 m ü. M.

## Geschichte
Im Jahre 1130 wurde zum ersten Mal der Name der Herren von Dübendorf erwähnt. Die Familie wurde im 13. Jahrhundert mit der Aufsicht über den Ort Dübendorf betraut. Einige Jahre nachdem die Burg gebaut wurde, nannte sich 1257 erstmals ein Familienmitglied Konrad von Dübelstein, damals Tuobelnstein. Die Burg besass einen wuchtigen Bergfried mit bis zu drei Meter dicken Mauern.
Das Geschlecht der Herren von Dübelstein starb etwa im Jahre 1314 aus und die Burg fiel bis 1402 an die Herren von Hofstetten. Später wechselte Dübelstein mehrmals die Besitzer. Im Alten Zürichkrieg musste der damalige Burgherr Dübelstein 1444 kampflos den anrückenden Truppen der Schwyzer übergeben, damit seine Mannschaft verschont wurde. Die Schwyzer verwüsteten die Anlage, aber kurz darauf wurde die Burg wieder aufgebaut.
1487 kaufte der damalige Zürcher Bürgermeister Hans Waldmann die Burg samt Herrschaftsrechten von den Werdenbergern. Nach seiner Hinrichtung wurde sie im April 1489 geplündert und abermals zerstört. Die Stadt Zürich beschlagnahmte Burg und Herrschaft, zusammen mit dem übrigen Besitz Waldmanns. Der spätere Zürcher Bürgermeister Rudolf Escher machte die Burg 1489–1496 wieder bewohnbar.
Am 27. Mai 1611 wurde Dübelstein durch einen Brand fast völlig zerstört, als eine Magd am Feuer Flachs trocknete. Da der Turm nicht stark beschädigt war, wurde er weiterhin bewohnt. Im Verlauf des 17. Jahrhunderts wurde Dübelstein verlassen und als Steinbruch genutzt.
Anlässlich des 400. Todestages von Hans Waldmann wurde die Anlage 1889 durch das Waldmann-Ausstellungs-Komitee erworben und eine Erinnerungsstätte für Hans Waldmann geschaffen. Am 4. Oktober 1891 schenkte das Komitee den Burghügel der Stadtbürgergemeinde Zürich zuhanden des städtischen Nutzgutes. Die Ruine wurde von 1942 bis 1943 ausgegraben und konserviert. Der unter Denkmalschutz stehende Ruinenhügel wurde 1998 zum symbolischen Preis von einem Franken an den Verein Pro Waldmannsburg verkauft.

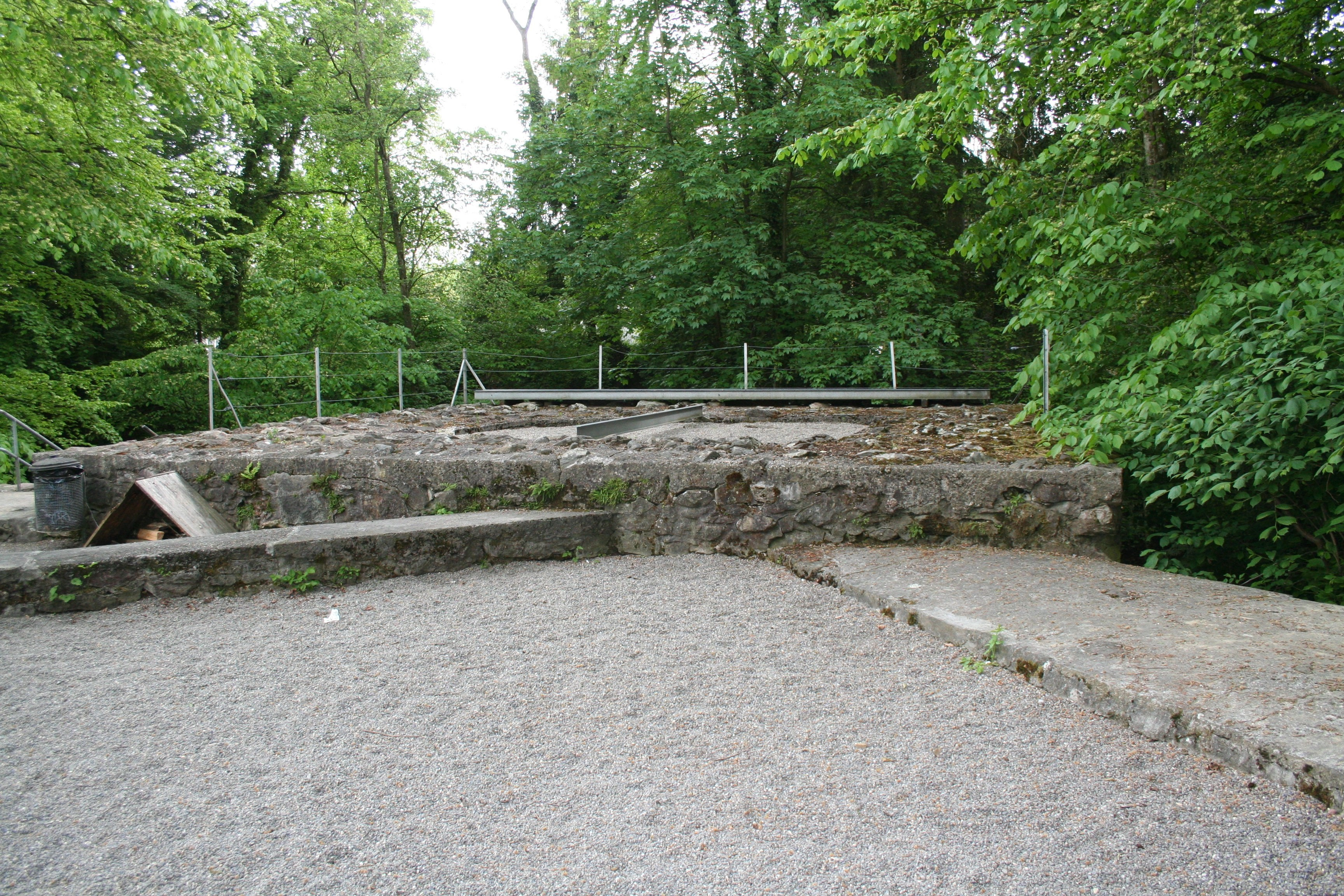
Turmfundament
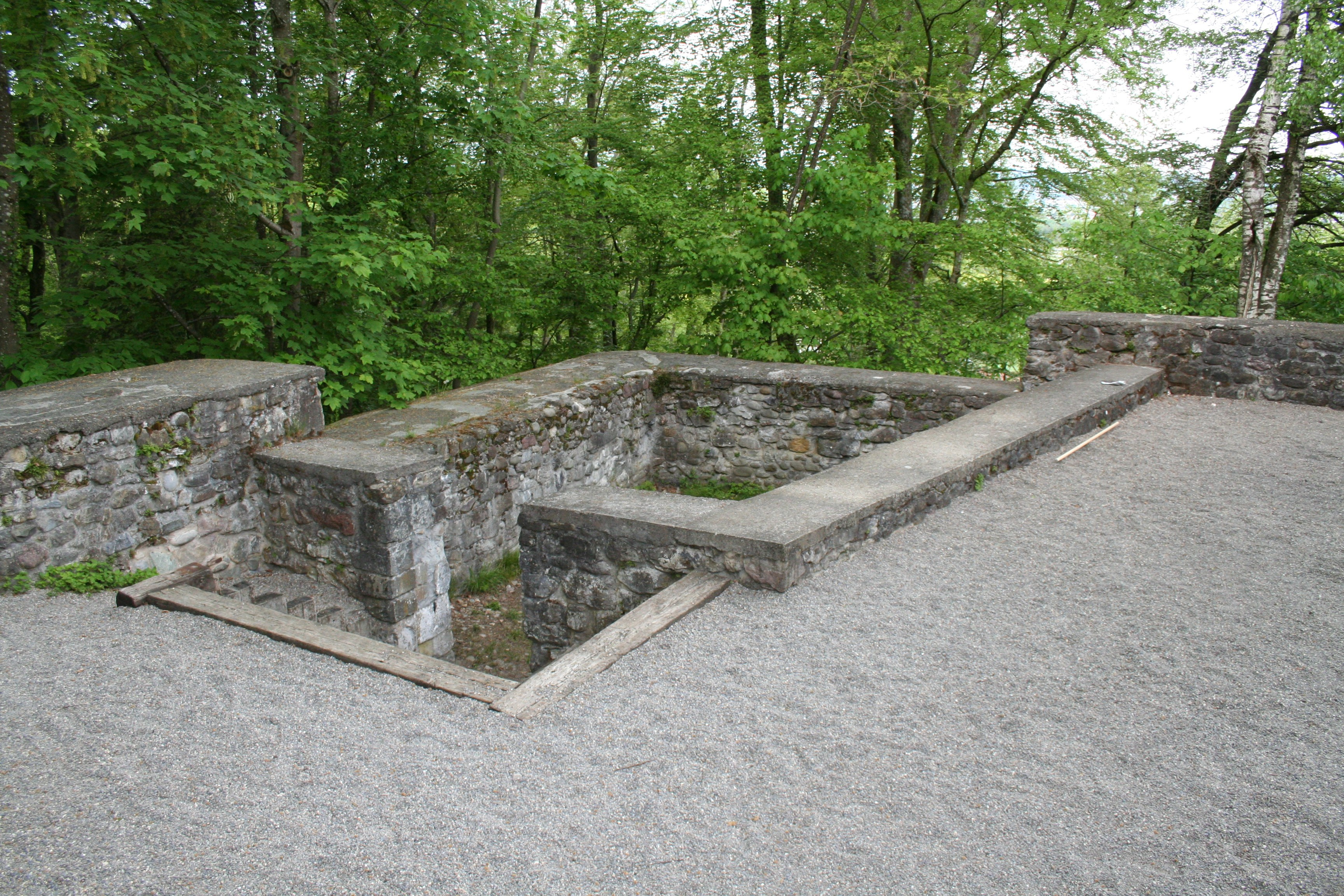
Sicht nach Norden
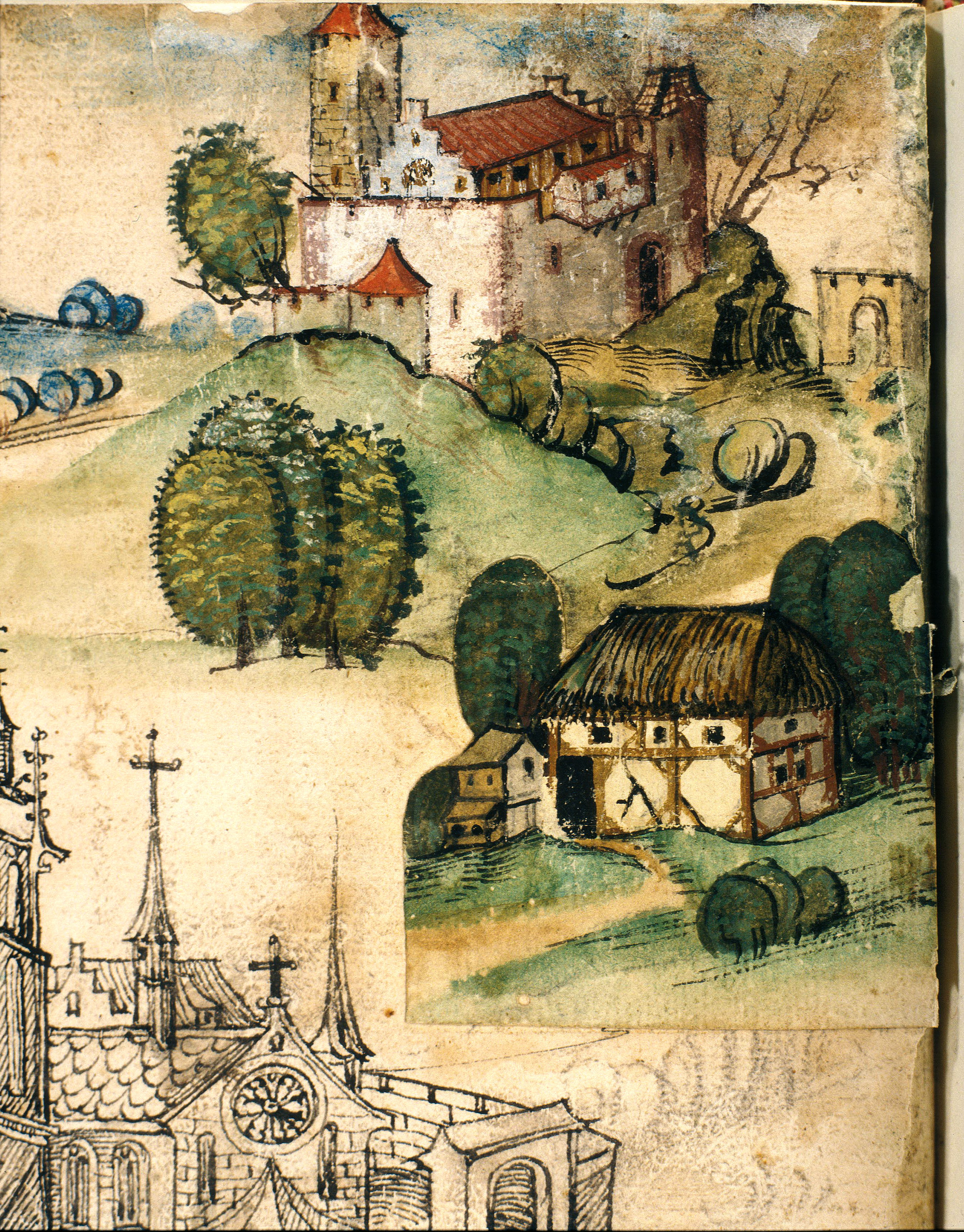
Älteste Darstellung der Waldmannsburg in Gerold Edlibachs Wappenbuch von 1489
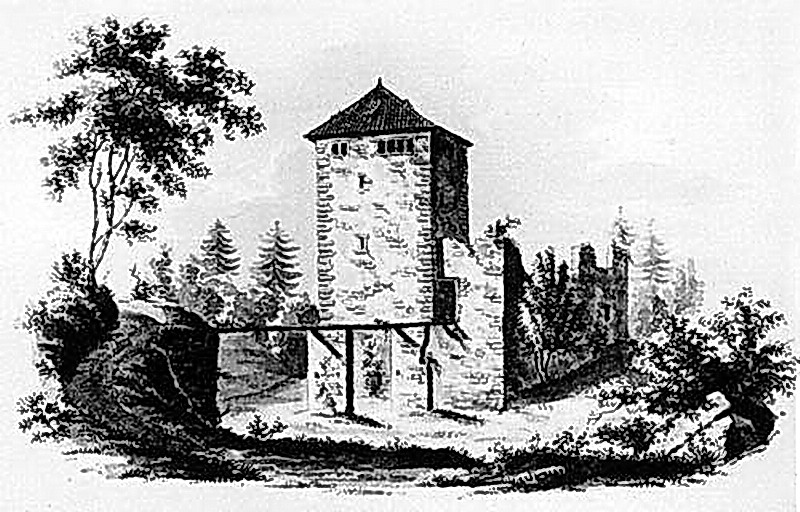
Rekonstruktion des Zustandes im 17. Jahrhundert von L. Schulthess (1836)